# فرانچسکو تولدو
فرانچسکو تولدو (به ایتالیایی: Francesco Toldo) (زادهٔ ۲ دسامبر ۱۹۷۱ در ایتالیا) بازیکن فوتبال بازنشستهٔ اهل ایتالیا است که در پست دروازه‌بان بازی می‌کرد. وی تاکنون در تیم‌های میلان، هلاس ورونا، فیورنتینا و اینتر میلان بازی کرده و ۲۸ بازی ملی هم برای تیم ملی فوتبال ایتالیا انجام داده‌است.
در سال ۲۰۱۰ از دنیای فوتبال خداحافظی کرده است و اکنون یکی از اعضا تیم مدیریتی اینتر میلان می‌باشد.